# Bąkowo (powiat bytowski)
Bąkowo (kaszb.Benkòwò) – osada w Polsce położona w województwie pomorskim, w powiecie bytowskim, w gminie Trzebielino nad Pokrzywną.
Miejscowość jest częścią składową sołectwa Dolno.
W latach 1975–1998 miejscowość należała administracyjnie do województwa słupskiego.